# Słubice
Słubice (udtale: [swuˈbʲit͡sɛ])  en by og en kommune (Gmina) i det vestlige Polen, der ligger  i voivodskabet Lubusz (Województwo lubuskie) og har 16.495(2021) indbyggere og et areal på 		19,2  km².   Den  er administrationsby i powiatet (amt) Słubice.  Den ligger ved  ved  floden Oder, ligger den direkte overfor byen Frankfurt (Oder) i Tyskland, som den var en del af, som Dammvorstadt indtil 1945.  I dag er de vigtigste grænseovergange mellem Tyskland og Polen placeret i og nær Słubice - den såkaldte Stadtbrücke over Oder og umiddelbart syd for   motorvejsbroen med Motorvej A2 og grænsestationen Kunowice. Słubice er stedet for det polsk-tyske videnskabscenter Collegium Polonicum.

## Historie
Navnet er en moderne polsk restaureret version af Zliwitz, en vestslavisk bosættelse øst for Brandendamm-dæmningen på tværs af Oder, nævnt i Frankfurts by charter af 1253. Indtil 1249 var det en del af den polske Lubusz Land, som siden 1138 i forskellige perioder udgjorde en del af Storpolske eller Schlesiske provinser i det  dengang fragmenterede Kongeriget Polen.

## Galleri
- Den tidligere biograf Kino Piast
- Collegium Polonicum
- Helligåndskirken
- Biblioteket på Collegium Polonicum
- Wikipedia Monument fra 2014, af Mihran Hakobyan